# Let's豪徳寺!
『Let's豪徳寺！』（レッツごうとくじ!）は、庄司陽子による日本の漫画作品。『月刊BE・LOVE』（講談社）にて1981年から9月号から1982年5月号まで連載後、月2回刊となった『BE・LOVE』にて同年6月5日号から1987年第22号まで本編が連載された（1988年読み切りにて番外編の「姫子初恋編」も1本ある）。また、1987年には三田寛子主演で映画化された。
新シリーズ『Let's 豪徳寺！ SECOND』が『Jourすてきな主婦たち』（双葉社）にて2020年3月号より2025年1月号まで連載された。豪徳寺家の長女・美姫の最初の結婚で生まれた、21歳のヤンチャ娘・塔ノ沢姫子を主人公とした物語。

## あらすじ
豪徳寺家は、世田谷の高級住宅街の一角を占める、女ばかり4世代が同居する巨大な屋敷である。お手伝いとしてやってきた狛江百合は、その家の波乱万丈を見届ける事になる。

## 登場人物

### 豪徳寺家の人々
豪徳寺 香（ごうとくじ かおり）
71歳。豪徳寺家の長老。頑固で短気でナウい。世間知らずだがしっかり者で、娘たちの不祥事にはきちんと頭を下げる立派な母である。北見ら使用人たちからは「大奥様」と呼ばれている。鮎が好物。
豪徳寺 雅（ごうとくじ みやび）
52歳。香の娘で美姫・舞姫・咲姫の母。北見ら使用人たちからは「奥様」と呼ばれている。おっとりした性格だが、キレると相手の家に包丁持って押しかけるほど性格が変わる。亡くなった夫とは漫画のように仲が良かった。暴走族の頭をしていたが暴走中に捕まり、警視総監の下北沢に一目惚れする。趣味は盆栽と造園。愛車はカウンタック。
豪徳寺（塔ノ沢）美姫（ごうとくじ（とうのさわ）みき）
28歳。雅の長女。気性が激しく行動力バツグンだが本当は優しい。キャリアウーマンとして貿易会社で働いていたが、塔ノ沢と再婚。その際塔ノ沢によって会社に正体（豪徳寺の娘であること）をばらされてしまい退職する。前の夫・代々木との間に長女・姫子、塔ノ沢との間に次女・芙姫（ふき）を儲ける。妹たちや百合にとってよき恋のアドバイザーである。愛車はアストンマーティン。
豪徳寺（風祭）舞姫（ごうとくじ（かざまつり）まき）
24歳。雅の次女。幼稚園教諭（作中では「保母」と表現）。仕事で多忙な美姫に代わり姪の姫子の世話をしていた。園児の父親と不倫関係となり未婚の母になりかけたものの破局。新米保育士の風祭怜と遊びのつもりで付き合い始めるが、彼に惹かれていることに気づき、妊娠を機にプロポーズを受け結婚、退職する。亜姫（あき）夕姫（ゆき）の双子を儲ける。料理が得意。愛車はアルファロメオ。
豪徳寺（海老名）咲姫（ごうとくじ（えびな）さき）
19歳。雅の三女。考古学を学ぶ大学生。後に恩師の海老名と結ばれる。かなり耳年増。娘・登姫（とき）を儲ける。豆腐が嫌い。愛車はRX-7。
豪徳寺（塔ノ沢）姫子（ごうとくじ（とうのさわ）ひめこ）
4歳。美姫の長女。おしゃまで塔ノ沢曰く「豪徳寺の女そのもの」。舞姫の幼稚園に通っており、舞姫のことを「舞姫ママ」と呼ぶ。愛犬はアフガンハウンドの茂作。
北見 里（きたみ さと）
68歳。先々代（香の夫で雅の父）から40年間豪徳寺家に仕えるお手伝い。世間知らずの香・雅に代わり豪徳寺家の家政一切を取り仕切る影の大黒柱。香からは「北見」、他の家族からは「ばあや」と呼ばれている。息子の塔ノ沢が迎えに来るも「豪徳寺だってあたしの家族、みんなに必要とされて、するべきことが一杯あって幸せ」と言い断る。
狛江 百合（こまえ ゆり）
18歳（映画版では19歳）。花嫁修業のため豪徳寺家でお手伝いとして働き始めたものの「ばあやさんに代わりこの豪徳寺家の土となる」と言い切るようになる。二人の男性から言い寄られ1年間悩みに悩んだ挙句、出入りの八百屋の息子・生田充と結婚する。本編のラストで女児を妊娠中ということが明かされる。空手2段で充と正彦をまとめて引きずれるほど力持ち。。
劇場版では主役。娘も生まれ名前は千姫（ちき）。なお、狛江という名前は小田急線の狛江駅からである。

### 豪徳寺家を取り巻く人々
塔ノ沢　慎（とうのさわ しん）
42歳。美姫が勤める貿易会社のライバル社に勤める有能な商社マン。実は北見が婚家に残してきた息子で、北見を引き取ると言って豪徳寺家に現れたものの、北見の思いを知り断念。代わりにと言って美姫にプロポーズする。若い頃許嫁だった従妹と結婚したが1年で死別している。
風祭　怜（かざまつり れい）
初登場時20歳（舞姫より6歳年下）。舞姫の勤める幼稚園にやってきた新米保育士。交通遺児で田舎の伯父の家に引き取られて育った。自分の幼稚園を持つのが夢。ひょんなことから舞姫と男女の仲となるが、失言が多くそのたびに不信を買うも、真剣に舞姫を愛していた。
海老名　義隆（えびな よしたか）
初登場時36歳（咲姫の15歳上）。咲姫の大学の考古学助教授。考古学調査団の一員としてエジプトに渡る。妻・郁子とは政略結婚でもともと愛情は薄かった。咲姫のことは責任が取れないと何もせず別れるつもりでいたが結局結ばれる。田舎に母がいる。
海老名（林間）郁子（えびな（はやしま）いくこ）
義隆の妻で大学総長の娘。真姫とは大学の頃から犬猿の仲（真姫の1年先輩）。夫との仲は冷え切っていたが、夜研究室に二人きりでいた咲姫が夫と付き合っていると思い込み、「豪徳寺の娘なんかに夫は渡せない」と頑なになる。
下北沢（しもきたざわ）
警視総監。雅に一目惚れされる。人格者で部下にも慕われている。
経堂　和泉（きょうどう いずみ）
20歳。豪徳寺家の運転手の娘。父とともに別棟の車庫の2階で暮らしている。咲姫とは1歳違いで姉妹のように育つ。咲姫の思いを知りつつも大蔵と両思いになり結婚。本編のラストで女児を妊娠中ということが明かされる。愛車はファミリア。
生田　充（いくた みつる）
豪徳寺家出入りの八百屋・八百勝の跡取り息子。一本気な性格。百合に一目惚れし、正彦との縁談が持ち上がった際に告白する。柔道初段。
酒田　正彦（さかた まさひこ）
酒田モータース社長の二男で次期社長。美姫の結婚式で百合を見初め交際を申し込む。幼稚舎からの慶応ボーイで、趣味が百合と似ている。
大蔵（おおくら）
咲姫のボーイフレンド。2歳年上で小学校で咲姫に「目をつけられて（北見談）」、和泉も入れて3人仲良くなる。中学からずっとテニス部で一緒にいた和泉が好きになり告白。
原作には名前がないが、映画版では「利通」という名前がある。

## 書誌情報

### Let's豪徳寺!
- 庄司陽子『Let's豪徳寺！』講談社〈BE・LOVEKC〉、全8巻
  1. 1982年5月4日発売[7]、ISBN 4-06-175314-2
  2. 1982年12月8日発売[8]、ISBN 4-06-175327-4
  3. 1983年5月2日発売[9]、ISBN 4-06-175337-1
  4. 1984年4月3日発売[10]、ISBN 4-06-175358-4
  5. 1985年5月2日発売[11]、ISBN 4-06-175385-1
  6. 1986年10月2日発売[12]、ISBN 4-06-175427-0
  7. 1987年12月2日発売[13]、ISBN 4-06-175474-2
  8. 1988年2月2日発売[3]、ISBN 4-06-175478-5

- 庄司陽子『Let's豪徳寺！』講談社〈講談社漫画文庫〉、全4巻
  1. 1996年5月9日発売[1]、ISBN 4-06-260227-X
  2. 1996年5月9日発売[14]、ISBN 4-06-260228-8
  3. 1996年5月9日発売[15]、ISBN 4-06-260229-6
  4. 1996年5月9日発売[2]、ISBN 4-06-260230-X

### Let's 豪徳寺！ SECOND
- 庄司陽子『Let's豪徳寺！ SECOND』双葉社〈ジュールコミックス〉、全10巻
  1. 2020年9月17日発売[16][17]、ISBN 978-4-575-33821-8
  2. 2021年1月16日発売[18]、ISBN 978-4-575-33837-9
  3. 2021年6月17日発売[19]、ISBN 978-4-575-33855-3
  4. 2021年11月17日発売[20]、ISBN 978-4-575-33864-5
  5. 2022年5月17日発売[21]、ISBN 978-4-575-33880-5
  6. 2022年10月17日発売[22]、ISBN 978-4-575-33896-6
  7. 2023年3月16日発売[23]、ISBN 978-4-575-33911-6
  8. 2024年2月16日発売[24]、ISBN 978-4-575-33939-0
  9. 2024年9月17日発売[25]、ISBN 978-4-575-33954-3
  10. 2025年3月17日発売[26][27]、ISBN 978-4-575-33971-0

## 映画版
1987年4月11日公開。松竹系で映画化された。

### キャスト
- 狛江百合：三田寛子
- 豪徳寺咲姫：鈴木保奈美
- 大蔵利通：羽賀研二
- 海老名保：村上弘明
- 豪徳寺舞姫：岡安由美子
- 風祭怜：柳沢慎吾
- 豪徳寺雅：岸田今日子
- 豪徳寺美姫：紺野美沙子
- 豪徳寺高志：五代高之
- 北見里：初井言榮
- 豪徳寺香：南美江

### スタッフ
- 監督：前田陽一
- プロデューサー：小坂一雄
- 原作：庄司陽子
- 脚本：斎藤博
- 撮影：宇田川満
- 音楽：ミッキー吉野
- 美術：重田重盛
- 編集：太田和夫
- 録音：島田満
- スチール：長谷川宗平
- 製作：松竹映像

### ロケ地
- 豪徳寺家のお屋敷 綱町三井倶楽部(東京都港区三田二丁目)
- 豪徳寺咲姫が通い、海老名保が考古学を教えている大学 神奈川大学 横浜キャンパス(神奈川県横浜市神奈川区六角橋三丁目)
- 豪徳寺舞姫と風祭怜が保育士をしてる幼稚園 小菅ヶ谷幼稚園(神奈川県横浜市栄区小山台二丁目)
- 豪徳寺咲姫と大蔵利通が行ったラブホテル ホテルTWO-WAY (東京都渋谷区円山町)

### 同時上映
『アイドルを探せ』
- 主演：菊池桃子
- 監督：長尾啓司

### 作品の評価
日本映画界は全体的に不振ではあったが、特に松竹の落ち込みが酷く、『アイドルを探せ』との二本立てを含んだ1987年4月の配収が1億7,000万円。東宝9億3,000万円、東映6億5,000万円に対しても大幅に落ち込み、ロマンポルノのにっかつよりも1,500万円下回り、邦画四社の最低成績となった。週刊読売はこの原因として、三田寛子、菊池桃子を主演に若者向けにアイドル映画を作ったが、この2人がフレッシュさに欠け、肝心の若者にソッポを向かれたと分析した。松竹は演劇部門の隆盛で経営は維持できていたが、この年夏に準備中の『二十四の瞳』と『ハチ公物語』の大作二本がコケるようなら、第二の大映になりかねないと評された。